# 위신 이 얀델
위신 이 얀델(Wisin & Yandel) 혹은 위신 앤 얀델은 푸에르토 리코의 레게톤 듀오이다. 멤버는 Llandel Veguilla Malavé Salazar(Yandel)와 Juan Luis Morera Luna(Wisin)이다. 그들은 2000년부터 활동했고, 여러 상을 수상했다.